# Пoликapп Брјански
Поликарп Брјански је игуман Руске православне цркве, оснивач и први игуман Спасо-Преображенског манастира у Брјанску.
У Руској православној цркви је поштован као светитељ. Спомен се празнује 23. фебруара (7. марта) у преступној години или 23. фебруара (8. марта) у непреступној години.

## Биографија
Мало је сачуваних података о животу Поликарпу. То је резултат пустошења која се догодила у Брјанску почетком 17. века за време Смутног времена.
У једном анонимном тексту, који потиче из друге половине 19. века, а објављен је 1910. године Орловско црквено историјско-археолошко друштво, стоји: „Познан једном Богу по месту рођења, обучен у монашки чин, он (Поликарп), вољом Божјом, основао је у Брјанско братство. То је било када је град Брјанск још био под Литванским царством…”
Године 1907, протојереј В. И. Попов је известио да је „Свети Поликарп је једном рекао за град Брјанск да неће бити ни сит ни гладан и да ће се потпуно распасти од меланхолије и туге“, а такође „Св. Поликарп је много пута напустио своју самоћу и напустио град Брјанск“. Протојереј В. И. Попов је све ово објаснио „не баш добрим понашањем житеља Брјанска савременика светитељу“.
Према анонимном документу из 19. века, „Поликарп је од подвига свог привременог живота прешао на вечни починак 23. фебруара 1499. године“.

## Поштовање
У тексту који је објавило Орловско црквено историјско-археолошко друштво такође се наводи да је „Ускоро Господ Бог прославио свог светитеља, после његове смрти, даром чудотворства, тако да је 50 година после његове смрти подигнута црква у његово име у манастиру који је подигао“.
У „Иконографском оригиналу“ постоји и опис изгледа преподобног Поликарпа Брјанског: „преподобни отац наш Поликарп, брјански чудотворац, седог изгледа, брада као Сергије, монашке хаљине“. Тако је преподобни Поликарп насликан 1684. године на зидовима Успенског сабора Тројице Сергијеве лавре од стране јарославских иконописаца из артеље Дмитрија Григоријева.